# Kappa Scorpii

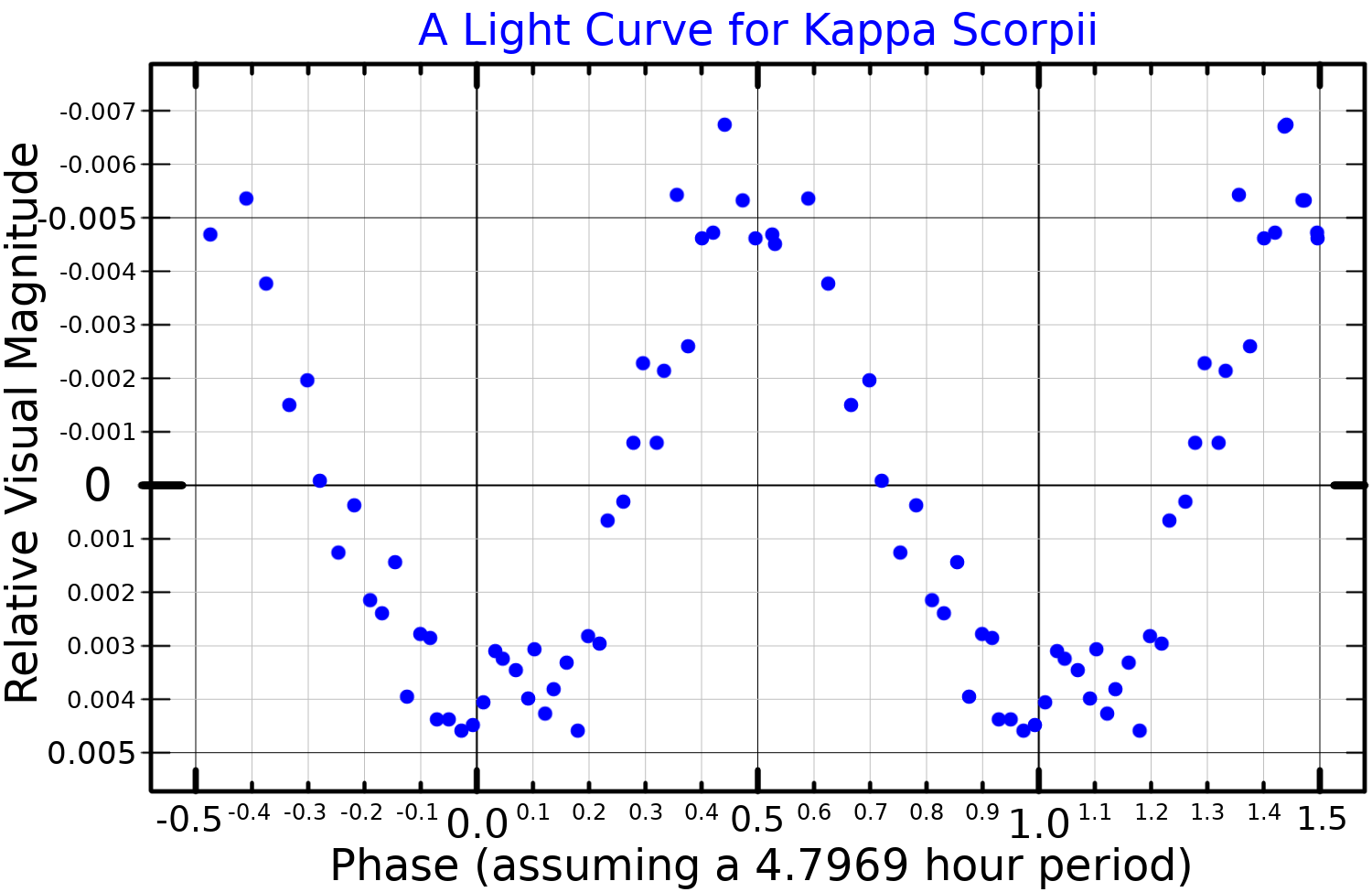
Lichtkromme van Kappa Scorpii

Kappa Scorpii is een ster in het sterrenbeeld Schorpioen. De ster is een spectroscopische dubbelster die bestaat uit twee sterren, de grootste, Kappa Scorpii A is een Beta Cephei variabele.
Kappa Scorpii staat afgebeeld op de vlag van Brazilië en vertegenwoordigt daar de staat Paraíba.